# Dóra Medgyessy
Dóra Medgyessy (Debrecen, 21 luglio 1986) è un'ex cestista ungherese.

## Carriera
Con l'Ungheria ha disputato i Campionati europei del 2017.